# Славутицька міська рада
Славу́тицька міська́ ра́да — адміністративно-територіальна одиниця та орган місцевого самоврядування у складі Київської області. Адміністративний центр — місто обласного значення Славутич.

## Загальні відомості
Славутицька міська рада утворена в 1986 році.
- Територія ради: 20,82 км²
- Населення ради: 25 133 особи (станом на 1 вересня 2015 року)[1]
- Територією ради протікає річка Дніпро

## Населені пункти
Міській раді підпорядковані населені пункти:
- м. Славутич

## Склад ради
Рада складається з 26 депутатів та голови.
- Голова ради: Фомічев Юрій Кирилович
- Секретар ради:

### Керівний склад попередніх скликань
| Прізвище, ім'я, по батькові   | Основні відомості                                                                    | Дата обрання | Дата звільнення |
| ----------------------------- | ------------------------------------------------------------------------------------ | ------------ | --------------- |
| Удовиченко Володимир Петрович | Міський голова, 1950 року народження, освіта вища, член Народно-демократичної партії | 26.03.2006   | 31.10.2010      |
| Удовиченко Володимир Петрович | Міський голова, 1950 року народження, освіта вища, член Партії регіонів              | 31.10.2010   | 21.04.2015      |
| Фомічев Юрій Кирилович        | Міський голова, 1976 року народження, освіта вища, безпартійний                      | 25.10.2015   |                 |

Примітка: таблиця складена за даними сайту Верховної Ради України та ЦВК

### Депутати VII скликання
За результатами місцевих виборів 2015 року депутатами ради стали:

#### За суб'єктами висування
| Суб'єкт висування                                          | Кількість обраних депутатів | %     |
| ---------------------------------------------------------- | --------------------------- | ----- |
| Політична партія «Опозиційний блок»                        | 5                           | 19.23 |
| Політична партія «Наш край»                                | 4                           | 15.38 |
| Політична партія Всеукраїнське об'єднання «Батьківщина»    | 3                           | 11.54 |
| Політична партія «Совість України»                         | 3                           | 11.54 |
| Партія Блок Петра Порошенка «Солідарність»                 | 3                           | 11.54 |
| Політична партія «Українське Об'єднання патріотів — УКРОП» | 2                           | 7.69  |
| Політична партія «Національна Демократична партія України» | 2                           | 7.69  |
| Партія ветеранів Афганістану                               | 2                           | 7.69  |
| Соціал-демократична партія України                         | 2                           | 7.69  |

#### За округами
| № округу                                                   | Прізвище, ім'я, по батькові        | Дата нар.  | Освіта              | Партійна приналежність                                           | Відомості |
| ---------------------------------------------------------- | ---------------------------------- | ---------- | ------------------- | ---------------------------------------------------------------- | --- |
| Політична Партія «Опозиційний блок»                        |                                    |            |                     |                                                                  | |
| пк                                                         | Борисов Володимир Володимирович    | 25.06.1979 | вища                | член Політичної Партії «Опозиційний блок»                        | ДСП «Чорнобильська АЕС», провідний інженер |
| 14                                                         | Миркін Володимир Петрович          | 01.07.1955 | професійно-технічна | член Політичної Партії «Опозиційний блок»                        | КП «УЖКХ», начальник цеху |
| 4                                                          | Федосенко Михайло Михайлович       | 16.10.1984 | вища                | член Політичної Партії «Опозиційний блок»                        | ДСП «Чорнобильська АЕС», інженер-електронік 2-ї кат. |
| 12                                                         | Олійник Сергій Миколайович         | 15.07.1975 | вища                | член Політичної Партії «Опозиційний блок»                        | ДСП «Чорнобильська АЕС», провідний інженер |
| 9                                                          | Шуригіна Наталія Миколаївна        | 16.11.1968 | вища                | член Політичної Партії «Опозиційний блок»                        | ТОВ «Славутич-Фарм», директор |
| Політична партія «Наш край»                                |                                    |            |                     |                                                                  | |
| пк                                                         | Кейс Олександра Євгенівна          | 23.10.1984 | вища                | член Політичної партії «Наш край»                                | ВІНСІ Конструксьон Гран Проже та Буйг Траво Пюблік, технік з підготовки виробництва відділу проектування (на даний час у відпустці по догляду за дитиною до 3 років) |
| 10                                                         | Острянін Юрій Олександрович        | 07.03.1964 | вища                | безпартійний                                                     | ТОВ «ДТЕК Енерго» м. Київ, радник з питань регіональної політики |
| 11                                                         | Карцев Віктор Вікторович           | 14.11.1964 | вища                | член Політичної партії «Наш край»                                | ТОВ ВКФ «Пром-комплект», директор |
| 21                                                         | Березинець Ігор Іванович           | 25.06.1967 | вища                | безпартійний                                                     | ДЗ «Спеціалі-зована медико-санітарна частина № 5 МОЗ України», завідувач акушерсько-гінекологічного відділення                                                       |
| ПАРТІЯ "БЛОК ПЕТРА ПОРОШЕНКА «СОЛІДАРНІСТЬ»                |                                    |            |                     |                                                                  | |
| пк                                                         | Орлов Максим Іванович              | 19.01.1970 | вища                | член ПАРТІЇ "БЛОК ПЕТРА ПОРОШЕНКА «СОЛІДАРНІСТЬ»                 | Первинна профспілкова організація ДП «Чорнобильська АЕС», голова |
| 17                                                         | Чесноков Сергій Миколайович        | 01.10.1957 | вища                | член ПАРТІЇ "БЛОК ПЕТРА ПОРОШЕНКА «СОЛІДАРНІСТЬ»                 | ПП «ПЕРСПЕКТИВА-СЛАВУТИЧ», директор підприємства |
| 24                                                         | Корнійчик Юрій Миколайович         | 12.04.1979 | вища                | член ПАРТІЇ "БЛОК ПЕТРА ПОРОШЕНКА «СОЛІДАРНІСТЬ»                 | ДСП «Чорнобильська АЕС», провідний інженер |
| політична партія Всеукраїнське об'єднання «Батьківщина»    |                                    |            |                     |                                                                  | |
| пк                                                         | Швець Олександр Васильович         | 08.11.1974 | вища                | член політичної партії Всеукраїнське об'єднання «Батьківщина»    | ТОВ «Сервіс-Центр», директор |
| 4                                                          | Камишний Віталій Валентинович      | 25.07.1985 | вища                | член політичної партії Всеукраїнське об'єднання «Батьківщина»    | КП «УЖКГ», інженер |
| 18                                                         | Макаров Олександр Володимирович    | 15.03.1974 | вища                | член політичної партії Всеукраїнське об'єднання «Батьківщина»    | Центр професійного розвитку, міський відділ освіти, директор |
| Політична партія «Совість України»                         |                                    |            |                     |                                                                  | |
| пк                                                         | Удовиченко Олександр Володимирович | 24.12.1978 | вища                | член Політичної партії «Совість України»                         | Фзична особа-підприємець |
| 5                                                          | Грушецька Тетяна Валентинівна      | 13.11.1984 | вища                | безпартійна                                                      | ДП «СМСЧ-5 МОЗ України», лікар акушер- гінеколог |
| 15                                                         | Гапанчук Валентина Андріївна       | 21.02.1973 | вища                | безпартійна                                                      | КП АРР, начальник ДУКМ |
| Партія ветеранів Афганістану                               |                                    |            |                     |                                                                  | |
| пк                                                         | Кривопиша Віктор Борисович         | 29.08.1967 | професійно-технічна | член Партії ветеранів Афганістану                                | пенсіонер |
| 20                                                         | Могир Надія Василівна              | 25.12.1967 | вища                | член Партії ветеранів Афганістану                                | Залізнична станція «Неданчичі», начальник станції |
| Політична партія «Національна Демократична партія України» |                                    |            |                     |                                                                  | |
| пк                                                         | Радченко Олена Володимирівна       | 26.07.1982 | вища                | член Політичної партії «Національна Демократична партія України» | Комунальне підприємство «Житлово-комунальний центр», начальник юридичного відділу                                                                                    |
| 21                                                         | Скороход Сергій Іванович           | 16.07.1963 | вища                | член Політичної партії «Національна Демократична партія України» | ДП УЗФО «Чорнобильська АЕС», майстер |
| ПОЛІТИЧНА ПАРТІЯ «УКРАЇНСЬКЕ ОБ'ЄДНАННЯ ПАТРІОТІВ — УКРОП» |                                    |            |                     |                                                                  | |
| пк                                                         | Гаврилін Денис Владиславович       | 11.04.1975 | вища                | член ПОЛІТИЧНОЇ ПАРТІЇ «УКРАЇНСЬКЕ ОБ'ЄДНАННЯ ПАТРІОТІВ — УКРОП» | ТзОВ «Слав Енерго Інвест», генеральний директор |
| 6                                                          | Репех Юрій Васильович              | 03.07.1963 | професійно-технічна | безпартійний                                                     | Мале приватне підприємство «Руно», директор |
| Соціал-демократична партія України                         |                                    |            |                     |                                                                  | |
| пк                                                         | Рабчевський Сергій Вікторович      | 23.12.1984 | вища                | член Соціал-демократичної партії України                         | ДП «Управління забезпечення функціонування об'єктів Чорнобильської АЕС», економіст                                                                                   |
| 16                                                         | Джалалян Костянтин Валерійович     | 27.04.1977 | вища                | член Соціал-демократичної партії України                         | ДСП «Чорнобильська АЕС», провідний економіст |

### Депутати VI скликання
За результатами місцевих виборів 2010 року депутатами ради стали:

#### За суб'єктами висування
| Суб'єкт висування                                       | Кількість обраних депутатів | %    |
| ------------------------------------------------------- | --------------------------- | ---- |
| Партія регіонів                                         | 17                          | 47,2 |
| Політична партія Всеукраїнське об'єднання «Батьківщина» | 6                           | 16,7 |
| Партія «Віче»                                           | 5                           | 13,9 |
| Політична партія «Сильна Україна»                       | 2                           | 5,6  |
| Політична партія «Фронт Змін»                           | 2                           | 5,6  |
| Соціально-екологічна партія «Союз. Чорнобиль. Україна.» | 2                           | 5,6  |
| Народна Партія                                          | 1                           | 2,8  |
| Політична партія «Совість України»                      | 1                           | 2,8  |

#### За округами
| № округу                                                | Прізвище, ім'я, по батькові        | Дата визнання обраним | Освіта             | Партійна приналежність                                        | Відомості про обраного депутата                                                                               |
| ------------------------------------------------------- | ---------------------------------- | --------------------- | ------------------ | ------------------------------------------------------------- | --- |
| Народна Партія                                          |                                    |                       |                    |                                                               | |
| 1                                                       | Леонець Лідія Григорівна           | 04.11.2010            | вища               | член Народної партії                                          | Виконавчий комітет Славутицької міської ради, секретар міської ради                                           |
| Партія «Віче»                                           |                                    |                       |                    |                                                               | |
| б/м                                                     | Глазирін Микола Григорович         | 04.11.2010            | вища               | позапартійний                                                 | ДСП «ЧАЕС», начальник зміни електроцеху                                                                       |
| б/м                                                     | Сердюк Богдан Вадимович            | 08.04.2013            | вища               | член Партії «Віче»                                            | ДСП «ЧАЕС», провідний інженер електрозв'язку                                                                  |
| 2                                                       | Демидов Олександр Олексійович      | 04.11.2010            | вища               | позапартійний                                                 | ТРК «Славутич», директор                                                                                      |
| 5                                                       | Ісхаков Ільгіз Енгельович          | 04.11.2010            | вища               | член Партії «Віче»                                            | АТ «Нова Лінія» м. Київ, директор з розвитку                                                                  |
| 14                                                      | Гладченко Анатолій Анатолійович    | 04.11.2010            | середня            | член Партії «Віче»                                            | фізична особа-підприємець                                                                                     |
| Партія регіонів                                         |                                    |                       |                    |                                                               | |
| б/м                                                     | Тонких Віктор Олександрович        | 04.11.2010            | вища               | член Партії регіонів                                          | Славутицька філія Державного науково-технічного центру з ядерної та радіаційної безпеки, заступник директора  |
| б/м                                                     | Фомічев Юрій Кирилович             | 04.11.2010            | вища               | член Партії регіонів                                          | Приватне підприємство «Будівельна компанія Славутич», генеральний директор                                    |
| б/м                                                     | Кучеренко Антоніна Леонідівна      | 04.11.2010            | вища               | позапартійна                                                  | Державна податкова інспекції в місті Славутич, начальник                                                      |
| б/м                                                     | Борисов Володимир Володимирович    | 04.11.2010            | вища               | член Партії регіонів                                          | Державне спеціалізоване підприємство «Чорнобильська АЕС», інженер                                             |
| б/м                                                     | Анюшкін Андрій Алімович            | 04.11.2010            | вища               | член Партії регіонів                                          | Державне спеціалізоване підприємство «Чорнобильська АЕС», ст. інспектор відділу відомчого нагляду             |
| б/м                                                     | Нестеренко Дмитро Анатолійович     | 04.11.2010            | вища               | член Партії регіонів                                          | Державне спеціалізоване підприємство «Чорнобильська АЕС», провідний інженер                                   |
| б/м                                                     | Пятков В'ячеслав Якович            | 04.11.2010            | вища               | член Партії регіонів                                          | пенсіонер |
| б/м                                                     | Карцев Віктор Вікторович           | 04.11.2010            | вища               | член Партії регіонів                                          | ТОВ «Промкомплект», директор                                                                                  |
| б/м                                                     | Шлапак Світлана Михайлівна         | 04.11.2010            | середня спеціальна | член Партії регіонів                                          | пенсіонер |
| 7                                                       | Юдін Сергій Вікторович             | 04.11.2010            | вища               | позапартійний                                                 | Державне спеціалізоване підприємство «Чорнобильська АЕС», начальник цеху                                      |
| 8                                                       | Ошуєв В'ячеслав Сергійович         | 04.11.2010            | вища               | член Партії регіонів                                          | Державне спеціалізоване підприємство «Чорнобильська АЕС», начальник відділу фізичного захисту                 |
| 9                                                       | Жемчужников Олександр Митрофанович | 04.11.2010            | вища               | член Партії регіонів                                          | Державне спеціалізоване підприємство «Чорнобильська АЕС», начальник відділу документа-ційного забезпечен-ня   |
| 11                                                      | Катунін Євген Іванович             | 04.11.2010            | вища               | член Партії регіонів                                          | Державне спеціалізоване підприємство «Чорнобильська АЕС», заступник директора з режиму                        |
| 13                                                      | Удовенко Валерій Феодосійович      | 04.11.2010            | вища               | член Партії регіонів                                          | Державне спеціалізоване підприємство «Чорнобильська АЕС», інженер                                             |
| 15                                                      | Кейс Денис Костянтинович           | 04.11.2010            | вища               | член Партії регіонів                                          | Відокремлений підрозділ державного підприємства «НАЕК Енергоатом» Атом ремонт сервіс", інженер — технолог     |
| 17                                                      | Ярмолюк Всеволод Адамович          | 04.11.2010            | вища               | член Партії регіонів                                          | Державне спеціалізоване підприємство «Чорнобильська АЕС», начальник відділу кадрів                            |
| 18                                                      | Гора Анатолій Дмитрович            | 04.11.2010            | вища               | член Партії регіонів                                          | Державне спеціалізоване підприємство «Чорнобильська АЕС», заступник директора з питань керівництва персоналом |
| Політична партія Всеукраїнське об'єднання «Батьківщина» |                                    |                       |                    |                                                               | |
| б/м                                                     | Швець Олександр Васильович         | 04.11.2010            | вища               | член Всеукраїнського об'єднання «Батьківщина»                 | ТОВ «Сервіс-центр», директор                                                                                  |
| б/м                                                     | Моложанніков Віталій Юрійович      | 04.11.2010            | вища               | член Всеукраїнського об'єднання «Батьківщина»                 | Приватне підприємство «Примабуд», директор                                                                    |
| б/м                                                     | Саакян Каро Грантикович            | 04.11.2010            | середня спеціальна | член Всеукраїнського об'єднання «Батьківщина»                 | Державне спеціалізоване підприємство «РУЗОД», ст. стрілець                                                    |
| 6                                                       | Почеп Вячеслав Ігорович            | 04.11.2010            | вища               | член Всеукраїнського об'єднання «Батьківщина»                 | Державне спеціалізоване підприємство «Чорнобильська АЕС», головний інженер кап будівництва                    |
| 10                                                      | Чичкань Ігор Іванович              | 04.11.2010            | вища               | член Всеукраїнського об'єднання «Батьківщина»                 | Комунальне підприємство "Телерадіокомпанія «Славутич», заступник директора -головний редактор                 |
| 16                                                      | Волков Ігор Олександрович          | 04.11.2010            | вища               | член Всеукраїнського об'єднання «Батьківщина»                 | Комунальне підприємство «Управління фізичної культури, спорту та туризму», директор                           |
| Політична партія «Сильна Україна»                       |                                    |                       |                    |                                                               | |
| б/м                                                     | Одиниця Віктор Васильович          | 04.11.2010            | вища               | член Політичної партії «Сильна Україна»                       | Соціально-психологічний Центр м. Славутич, директор                                                           |
| б/м                                                     | Волков Володимир Олександрович     | 04.11.2010            | вища               | член Політичної партії «Сильна Україна»                       | ПП «Влад», директор                                                                                           |
| Політична партія «Совість України»                      |                                    |                       |                    |                                                               | |
| 12                                                      | Удовиченко Олександр Володимирович | 04.11.2010            | вища               | позапартійний                                                 | Агентство з розвитку бізнесу, начальник відділу                                                               |
| Політична партія «Фронт Змін»                           |                                    |                       |                    |                                                               | |
| б/м                                                     | Гантімурова Наталія Анатоліївна    | 04.11.2010            | вища               | член Політичної партії «Фронт Змін»                           | Комунальне підприємство «Фонд комунального майна», директор                                                   |
| 4                                                       | Грицай Микола Михайлович           | 04.11.2010            | вища               | позапартійний                                                 | фізична особа-підприємець                                                                                     |
| Соціально-екологічна партія «Союз. Чорнобиль. Україна.» |                                    |                       |                    |                                                               | |
| б/м                                                     | Антіпова Надія Михайлівна          | 04.11.2010            | вища               | член Соціально-екологічної партії «Союз. Чорнобиль. Україна.» | Управління праці та соціального захисту населення, заст. начальника управління-начальник відділу              |
| 3                                                       | Камишний Віталій Валентинович      | 04.11.2010            | вища               | член Соціально-екологічної партії «Союз. Чорнобиль. Україна.» | КП «УЖКГ», інженер                                                                                            |